# Эвнет, Джон
Джонатан Майкл (Джон) Эвнет (англ. Jonathan Michael "Jon" Avnet, род. 17 ноября 1949 года) — американский кинорежиссёр, сценарист и продюсер.

## Биография
Родился 17 ноября 1949 года в Бруклине в еврейской семье. Сын Джоан Берты Гроссман и Лестера Фрэнсиса Эвнета, директора  корпорации Avnet (глобального дистрибьютора информационных технологий и электроники). Окончил среднюю школу Джона Л. Миллера в Грейт-Неке и колледж имени Сары Лоуренс.
Дебютировал в кинорежиссуре в 1991 году фильмом «Жареные зелёные помидоры», отмеченным рядом наград и получившим благосклонное внимание критиков. Джон Эвнет известен также как продюсер кино- и телесериалов. Среди его продюсерских работ ленты «Когда мужчина любит женщину», «Джордж из джунглей», «Чёрный лебедь» и многие другие.

## Личная жизнь
С 1975 года женат на художнице Барбаре Броди.

## Фильмография

### Кино
- Жареные зелёные помидоры (1991)
- Война (1994)
- Близко к сердцу (1996)
- Красный угол (1997)
- 88 минут (2007)
- Право на убийство (2008)
- Состояние рассудка (2017)
- Последнее родео[англ.] (2025)

### Телевидение
- Призыв к славе[англ.] (1984—1985)
- Между двумя женщинами (1986)
- Восстание[англ.] (2001)
- Бумтаун[англ.] (2002)
- Правосудие (2010—2013)
- Немного веры[англ.] (2011)